# روشین مک‌دونالد
روشین مک‌دونالد (انگلیسی: Rusheen McDonald؛ ۱۷ اوت ۱۹۹۲) یک دونده اهل جامائیکا است. از افتخارات وی میتوان وی می‌توان به کسب مدال نقره ۴×۴۰۰ متر امدادی در ۲۰۱۳ مسکو اشاره کرد.